# Паул Брајтнер
Паул Брајтнер (Колбермор, Баварска, 5. септембар 1951) је бивши фудбалски репрезентативац Западне Немачке. Брајтнер данас ради као телевизијски коментатор, а има и функцију саветника управног одбора фудбалског клуба Бајерна из Минхена. Поред тога као капитен предводи екипу Бајернових ветерана у утакмицама хуманитарног карактера.

## Каријера
На почетку каријере је играо на позицији левог бека, а касније је прекомандован у везни ред. Био је познат по свом шуту левом ногом и ефектним головима постигнутим шутевима ван шеснестерца.
Професионалну каријеру је почео у екипи Бајерна из Минхена. За Бајерн је наступао четири сезоне, и са том екипом је у током овог периода освојио три узастопне титуле првака државе. Освојили су у тада и један Куп шампиона 1973/74. Након Светског првенства 1974. напустио је Бајерн и прешао је у шпански Реал Мадрид. Тамо је одиграо три сезоне пре него што се вратио у Немачку.
У Немачкој је прво једно сезону наступа за Ајнтрахт из Брауншвајга, а потом је поново обукао дрес минхенског Бајерна. У том периоду је за Бајерн наступао Карл-Хајнц Румениге са којим је Брајтнер играо у тандему. Овај тандем су новинари прозвали Брајтниге.

## Репрезентација
За репрезентацију Западне Немачке је наступио 48 пута и био је стрелаац 10 голова. Дебитовао је 1971. када му је било двадесет година. Већ наредне године је са репрезентацијом освојио Европско првенство 1972. На наредном светском првенству Западна Немачка је постала прва репрезентација која је објединила титулу европског и светског првака. У финалу одиграном у Минхену против Холандије Брајтнер је био стрелац водећег гола из једанестерца.
Након тог светског првенства повукао се из репрезентације. Селектор Јуп Дервал га је наговорио да поново заигра за репрезентацију тек 1981. На Светском првенству 1982. постигао је почасни гол за своју репрезентацију у финалу против Италије. Један је од четворице играча који је био стрелац у два различита финала светског првенства. Поред њега су то још учинили само Пеле, Вава и Зинедин Зидан.
Пред Светско првенство 1982. једна позната козметичка компанија му је платила 150.000 немачких марака да обрије браду по којој је био препознатљив, како би рекламирао њихове производе.
Председник фудбалског савеза Немачке Егидијус Браун је 1998. Брајтнера поставио на место електора репрезентације али се након само 17 сати предомислио и повукао је ту одлуку.

## Трофеји

### Бајерн Минхен
- Бундеслига (5): 1972, 1973, 1974, 1980. и 1981.
- Куп (2): 1971. и 1982.
- Куп шампиона (1): 1974.

### Реал Мадрид
- Ла Лига (2): 1975. и 1976.
- Куп Краља (1): 1975.

### Западна Немачка
- Европско првенство (1): 1972.
- Светско првенство (1): 1974.